# Graciela Enríquez
Graciela Enríquez est une actrice mexicaine de cinéma

## Filmographie
- 1965 : En este pueblo no hay ladrones d'Alberto Isaac
- 1967 : El Idolo de los origenes d'Enrique Carreon
- 1967 : La Muerte es puntual de Sergio Véjar
- 1968 : Las Visitaciones del diablo d'Alberto Isaac
- 1969 : Patsy, mi amor de Manuel Michel